# جایزه هنرمند مردمی اتحاد جماهیر شوروی

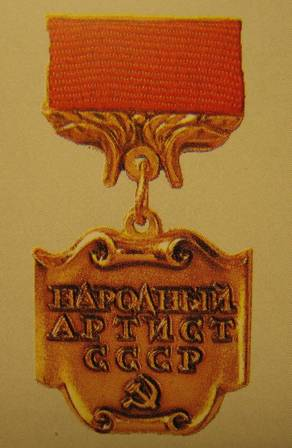
مدال افتخار هنرپیشه مردمی اتحاد جماهیر شوروی

جایزهٔ هنرمند مردمی اتحاد جماهیر شوروی (به روسی: Народный артист СССР) که گاهی، جایزهٔ هنرمند ملی اتحاد جماهیر شوروی هم خوانده می‌شد، یک نشان افتخار بود که به شهروندان هنرمند جمهوری سوسیالیستی شوروی تعلق می‌گرفت. مسلم ماقمایف هنرمند آذربایجانی از دارندگان این نشان می‌باشد.